# グリコセブンティーンアイス杯プロアマボウリングトーナメント
グリコセブンティーンアイス杯プロアマボウリングトーナメント（グリコセブンティーンアイスはいプロアマボウリングトーナメント）は、公益社団法人日本プロボウリング協会が主催するボウリング大会。2013年に第1回大会が行われた。以降毎年各都道府県を持ち回りながら開催されている。

## 概要
2013年に開始。セブンティーンアイスを製造・販売している江崎グリコと日本ボウリング場協会が特別協賛している。
賞金総額は6,000,000円（優勝賞金800,000円、男女各賞金総額3,000,000円）。　
優勝者には表彰式の後、セブンティーンアイスを渡され、観客の前でほおばることが通例。

## 開催日
第1回
2013年7月13日（土曜日） - 7月14日（日曜日）
第2回
2014年5月24日（土曜日） - 5月25日（日曜日）
第3回
2015年5月23日（土曜日） - 5月24日（日曜日）
第4回
2016年5月21日（土曜日） - 5月22日（日曜日）
第5回
2017年5月27日（土曜日） - 5月28日（日曜日）
第6回
2018年5月26日（土曜日） - 5月27日（日曜日）
第7回
2019年5月25日（土曜日） - 5月26日（日曜日）
第8回
2021年5月22日（土曜日） - 5月23日（日曜日）
第9回
2022年5月28日（土曜日） - 5月29日（日曜日）
第10回
2023年5月27日（土曜日） - 5月28日（日曜日）
第11回
2024年5月26日（土曜日） - 5月27日（日曜日）
第12回
2025年5月25日（土曜日） - 5月26日（日曜日）

## 会場
第1回
福島県・からしまボウル福島（福島市、男子予選・開会式・男女準決勝・男女決勝）、福島オークラボウル（福島市、女子予選）
第2回
北海道・サンコーボウル（札幌市）
第3回
愛媛県・キスケボウル（松山市）
第4回
長崎県・長崎ラッキーボウル（長崎市）
第5回
栃木県・宇都宮第二トーヨーボウル（宇都宮市）
第6回
沖縄県・サラダボウル（那覇市）
第7回
兵庫県・神戸六甲ボウル（神戸市）
第8回
富山県・富山地鉄ゴールデンボウル（富山市）
第9回
広島県・広電ボウル（広島市）
第10回
愛知県・名古屋グランドボウル（名古屋市）
第11回
北海道・総合レジャーサンコーボウル（札幌市）
第12回
静岡県・浜松毎日ボウル（浜松市）

## 歴代優勝者
※はアマチュア
| 年度   | 男子優勝 | 女子優勝   | 備考  |
| ------ | -------- | ---------- | ----- |
| 2013年 | 河津亨至 | 松永裕美   | [ 1 ] |
| 2014年 | 川添奨太 | 吉川朋絵   |       |
| 2015年 | 田形研吾 | 姫路麗     |       |
| 2016年 | 谷合貴志 | 姫路麗     |       |
| 2017年 | 渡邊亮※  | 松岡美穂子 |       |
| 2018年 | 斎藤祐哉 | 霜出佳奈   |       |
| 2019年 | 川添奨太 | 内藤真裕実 |       |
| 2021年 | 笹田泰裕 | 三浦美里   |       |
| 2022年 | 太田隆昌 | 川﨑由意   |       |
| 2023年 | 藤井信人 | 中島瑞葵   |       |
| 2024年 | 山本勲   | 久保田彩花 |       |
| 2025年 |          |            |       |